# Mertens-függvény

A Mertens-függvény n=10^{4}-ig

A Mertens-függvény n=10^{7}-ig

A számelméletben a Mertens-függvény meghatározása:
{\displaystyle M(n)=\sum _{k=1}^{n}\mu (k)},
minden n természetes számra, ahol {\displaystyle \mu (k)} a Möbius-függvény. Franz Mertens német matematikusról nevezték el.
Mivel a Möbius-függvény csak −1, 0 és +1 értékeket vehet fel, nyilvánvaló, hogy a Mertens-függvény értéke csak lassan változik, és minden x-re |M(x)| ≤ x.
A hiperbola-módszerrel közvetlenül adódik, hogy a prímszámtétel ekvivalens azzal, hogy {\displaystyle M(x)=o(x)}. A Riemann-sejtés pedig azzal ekvivalens, hogy minden {\displaystyle \varepsilon >0}-ra {\displaystyle M(x)=O(x^{{\frac {1}{2}}+\varepsilon })}.
Mertens 1897-ben felállította azt a sokkal erősebb sejtést, hogy alkalmas c-re {\displaystyle |M(x)|<c{\sqrt {x}}}, sőt, hogy c=1 megfelel, azaz {\displaystyle |M(x)|<{\sqrt {x}}} teljesül minden x>1-re. Ezt Thomas Joannes Stieltjes már 1885-ben kimondta, sőt, egy Charles Hermite-hez írt levelében azt állította, hogy be is bizonyította. Ebben a sejtésben lényegében senki nem hitt, mégis csak 1983. október 18-án sikerült megcáfolnia Andrew Odlyzkónak és H. J. J. te Rielenek hosszadalmas számítógépes kutatás segítségével, ami felhasználta Arjen Lenstra, Hendrik Lenstra és Lovász László nevezetes LLL-algoritmusát.
Azt is belátták, hogy végtelen sokszor teljesül {\displaystyle M(x)>1{,}06{\sqrt {x}}}, illetve végtelen sokszor teljesül {\displaystyle M(x)<-1{,}009{\sqrt {x}}}.
Eljárásuk azonban nem volt konstruktív, azaz csak olyan x szám létezését bizonyította (ún. egzisztenciabizonyítás), amire {\displaystyle |M(x)|>{\sqrt {x}}}, nem sikerült még becslést sem adnia x nagyságára.
1985-ben Pintz János mély analitikus módszerek segítségével belátta, hogy van ilyen x
{\displaystyle 10^{3,21\cdot 10^{4}}}
alatt. (Itt {\displaystyle o,O} az ordó jelölésre utal.)

## Kiszámítás
A Mertens-függvényt az idők során egyre nagyobb n-ekre számolták ki.
| Személy                | Év   | Határ     |
| ---------------------- | ---- | --------- |
| Mertens                | 1897 | 104       |
| von Sterneck           | 1897 | 1,5 · 105 |
| von Sterneck           | 1901 | 5 · 105   |
| von Sterneck           | 1912 | 5 · 106   |
| Neubauer               | 1963 | 108       |
| Cohen és Dress         | 1979 | 7,8 · 109 |
| Dress                  | 1993 | 1012      |
| Lioen és van der Lune  | 1994 | 1013      |
| Kotnik és van der Lune | 2003 | 1014      |

## Mathematica
A Mathematica programban a Sum[MoebiusMu[n], {n, a}] összegzéssel számolható ki a függvény értéke a-ra.